# Чаплина
Чаплина (на хърватски: Čapljina) е град в Южна Босна и Херцеговина, в община Чаплина на Херцеговско-Неретвански кантон от Федерация Босна и Херцеговина.

## География
Площта на общината е 249 км². Разположена е в долината на река Неретва.

## Население
Населението на община Чаплина през 1991 г. е 27 852 души. От тях 53,9% се определят като хървати, 27,7% - като бошняци, 13,5% - като сърби, 3,7% - като югославяни, а 1,2% – по друг начин. В края на 2013 г. населението на общината възлиза на 28 122 души.
Гъстотата на населението е 112 души/км².

## Личности
- Милан Драско, шахматист (р. 1962)
- ген. Слободан Праляк (р. 1945)